# Viktor Thorn (ski de fond)
Pour l'homme politique et avocat luxembourgeois, voir Victor Thorn.
Pour le coureur de combiné nordique norvégien, voir  Viktor Thorn.
Pour les articles homonymes, voir Thorn.
Viktor Thorn, né le 11 mai 1996 à Bäcke, est un fondeur suédois.

## Biographie
Membre du club d'Ulricehamn, il faut ses débuts dans des compétitions junior officielles de la FIS en 2012. Chez les juniors, il fait partie des meilleurs suédois, gagnant deux titres nationaux dans la catégorie en 2014 et trois en 2016.
En début d'année 2017, il est sélectionné pour le Tour de ski, courant ses premières épreuves de Coupe du monde. Il y marque ses premiers points avec notamment une seizième place sur une étape.
Aux Jeux olympiques d'hiver de 2018, son premier grand championnat, il est 27e du sprint classique et 40e du cinquante kilomètres classique. Il est ensuite huitième du sprint libre de Falun, signifiant une première demi-finale. Lors de la saison 2018-2019, il montre son côté polyvalent en prenant la neuvième position du mini-Tour de Lillehammer. Il est présent aux Championnats du monde de Seefeld, où il est 20e du sprint libre, 12e du quinze kilomètres classique et 5e du relais.
Il annonce la fin de sa carrière en avril 2021 à l'âge de 24 ans, notamment à cause de problèmes persistants au dos.

## Palmarès

### Jeux olympiques
| Épreuve / Édition   | Sprint                           | Sprint    | 15 km | 15 km                            | Skiathlon 2 × 15 km | 50 km | Relais | Relais    |
| Épreuve / Édition   | libre                            | classique | libre | classique                        | Skiathlon 2 × 15 km | 50 km | Sprint | 4 × 10 km |
| JO 2018 Pyeongchang | Épreuve inexistante à cette date | 27e       | —     | Épreuve inexistante à cette date | —                   | 40e   | —      |           |

Légende :
- : pas d'épreuve
- — : Non disputée par Thorn

### Championnats du monde
| Épreuve / Édition   | Sprint | Sprint                           | 15 km                            | 15 km     | Skiathlon 2 × 15 km | 50 km | Relais | Relais    |
| Épreuve / Édition   | libre  | classique                        | libre                            | classique | Skiathlon 2 × 15 km | 50 km | Sprint | 4 × 10 km |
| Mondiaux 2019 Falun | 20e    | Épreuve inexistante à cette date | Épreuve inexistante à cette date | 12e       | —                   | —     | —      | 5e        |

Légende :
- : pas d'épreuve
- — : Non disputée par Thorn

### Coupe du monde
- Il a obtenu son meilleur classement général en 2019, avec une 19e position.
- En individuel, il a terminé au mieux huitième d'un épreuve.

#### Classements en Coupe du monde
| Année/Classement | Année/Classement | Général | Général | Distance | Distance | Sprint | Sprint | Tour de ski depuis 2007 | Finales/Ski Tour Canada depuis 2008 | Nordic Opening depuis 2011 |
| ---------------- | ---------------- | ------- | ------- | -------- | -------- | ------ | ------ | ----------------------- | ----------------------------------- | -------------------------- |
| Année/Classement | Année/Classement | Class.  | Points  | Class.   | Points   | Class. | Points | Tour de ski depuis 2007 | Finales/Ski Tour Canada depuis 2008 | Nordic Opening depuis 2011 |
| 2017             | 2017             | 97e     | 34      | 67e      | 28       | 84e    | 6      | 34e                     | 37e                                 | -                          |
| 2018             | 2018             | 71e     | 65      | 67e      | 26       | 39e    | 39     | -                       | 42e                                 | -                          |
| 2019             | 2019             | 19e     | 428     | 26e      | 143      | 18e    | 143    | 18e                     | 15e                                 | 9e                         |
| 2020             | 2020             | 86e     | 30      | 89e      | 5        | 58e    | 25     | -                       | -                                   | -                          |
| 2021             | 2021             | 119e    | 10      | -        | -        | 72e    | 10     | -                       | -                                   | -                          |

Légende :
- : pas d'épreuve
- — : Non classé